# Llista de topònims de Móra la Nova
Llista de topònims (noms propis de lloc) del municipi de Móra la Nova, a la Ribera d'Ebre
Informació actualitzada per un bot. Els canvis manuals es perdran quan s'actualitzi!

## cabana
| imatge | Nom                   | Ubicat a     | instància de | Detalls | coordenades                                                          | Protecció | Commons (més fotos) | Dades a WD                    |
| ------ | --------------------- | ------------ | ------------ | ------- | -------------------------------------------------------------------- | --------- | ------------------- | ----------------------------- |
|        | Sequer de Roquera     | Móra la Nova | cabana       |         | 41° 06′ 20″ N, 0° 41′ 32″ E / 41.1055418752782°N,0.692161709888927°E |           |                     | Modifica les dades a Wikidata |
|        | caseta de Rodrigo     | Móra la Nova | cabana       |         | 41° 05′ 32″ N, 0° 41′ 21″ E / 41.0920895156366°N,0.689227769977416°E |           |                     | Modifica les dades a Wikidata |
|        | caseta de Ruano       | Móra la Nova | cabana       |         | 41° 05′ 34″ N, 0° 38′ 52″ E / 41.0927636518011°N,0.647784061058443°E |           |                     | Modifica les dades a Wikidata |
|        | caseta de Saladié     | Móra la Nova | cabana       |         | 41° 04′ 27″ N, 0° 40′ 41″ E / 41.0742664192557°N,0.678128448218993°E |           |                     | Modifica les dades a Wikidata |
|        | caseta de l'Aiguamoll | Móra la Nova | cabana       |         | 41° 05′ 54″ N, 0° 40′ 38″ E / 41.0984585920858°N,0.677192913784144°E |           |                     | Modifica les dades a Wikidata |
|        | caseta del Morato     | Móra la Nova | cabana       |         | 41° 05′ 14″ N, 0° 41′ 08″ E / 41.087106704947°N,0.685545298506051°E  |           |                     | Modifica les dades a Wikidata |

## edifici
| imatge | Nom                       | Ubicat a     | instància de  | Detalls                                                    | coordenades                                                                                        | Protecció                                  | Commons (més fotos)                          | Dades a WD                    |
| ------ | ------------------------- | ------------ | ------------- | ---------------------------------------------------------- | -------------------------------------------------------------------------------------------------- | ------------------------------------------ | -------------------------------------------- | ----------------------------- |
|        | Centre d'Atenció Primària | Móra la Nova | edifici       | Arquitecte: Jordi Garcés i Brusés Enric Sòria i Badia 1987 | 41° 05′ 52″ N, 0° 39′ 12″ E / 41.0977968917384°N,0.6532278004342357°E ca:carrer Francesc Macià, 58 | bé integrant del patrimoni cultural català | Centre d'Assistència Primària (Móra la Nova) | Modifica les dades a Wikidata |
|        | les Cases Barates         | Móra la Nova | edifici barri | Estil: arquitectura popular                                | 41° 06′ 12″ N, 0° 38′ 46″ E / 41.103388°N,0.646151°E                                               | bé integrant del patrimoni cultural català | Les cases barates (Móra la Nova)             | Modifica les dades a Wikidata |

## església
| imatge | Nom                               | Ubicat a     | instància de    | Detalls | coordenades                                                                     | Protecció                                  | Commons (més fotos)                   | Dades a WD                    |
| ------ | --------------------------------- | ------------ | --------------- | ------- | ------------------------------------------------------------------------------- | ------------------------------------------ | ------------------------------------- | ----------------------------- |
|        | Ermita de Sant Pau                | Móra la Nova | església ermita | 1995    | 41° 05′ 19″ N, 0° 40′ 36″ E / 41.0886°N,0.676723°E ca:Coll de Santpaus 141 msnm | bé integrant del patrimoni cultural català | Ermita de Sant Pau                    | Modifica les dades a Wikidata |
|        | església Nostra Senyora del Remei | Móra la Nova | església        |         | 41° 05′ 59″ N, 0° 39′ 04″ E / 41.099856°N,0.651214°E                            | bé integrant del patrimoni cultural català | Mare de Déu del Remei de Móra la Nova | Modifica les dades a Wikidata |

## masia
| imatge | Nom                              | Ubicat a     | instància de | Detalls                                  | coordenades                                                                               | Protecció                                  | Commons (més fotos) | Dades a WD                    |
| ------ | -------------------------------- | ------------ | ------------ | ---------------------------------------- | ----------------------------------------------------------------------------------------- | ------------------------------------------ | ------------------- | ----------------------------- |
|        | Mas d'en Calafí                  | Móra la Nova | masia        |                                          | 41° 04′ 40″ N, 0° 40′ 05″ E / 41.0776397498769°N,0.66810637638558°E                       |                                            |                     | Modifica les dades a Wikidata |
|        | Mas de Bacovín                   | Móra la Nova | masia        |                                          | 41° 06′ 25″ N, 0° 40′ 13″ E / 41.1068962002053°N,0.670405410989465°E                      |                                            |                     | Modifica les dades a Wikidata |
|        | Mas de Batista                   | Móra la Nova | masia        |                                          | 41° 05′ 30″ N, 0° 40′ 16″ E / 41.0917517589708°N,0.671119330180913°E                      |                                            |                     | Modifica les dades a Wikidata |
|        | Mas de Batistet                  | Móra la Nova | masia        |                                          | 41° 05′ 21″ N, 0° 39′ 24″ E / 41.0891320355349°N,0.656532922375132°E                      |                                            |                     | Modifica les dades a Wikidata |
|        | Mas de Biset                     | Móra la Nova | masia        |                                          | 41° 04′ 51″ N, 0° 40′ 09″ E / 41.0807058050126°N,0.669176403188404°E                      |                                            |                     | Modifica les dades a Wikidata |
|        | Mas de Blader                    | Móra la Nova | masia        |                                          | 41° 06′ 32″ N, 0° 41′ 11″ E / 41.10877778°N,0.68631944°E                                  |                                            |                     | Modifica les dades a Wikidata |
|        | Mas de Caguera                   | Móra la Nova | masia        |                                          | 41° 04′ 59″ N, 0° 39′ 58″ E / 41.0830423990565°N,0.666248752217133°E                      |                                            |                     | Modifica les dades a Wikidata |
|        | Mas de Castellar                 | Móra la Nova | masia        |                                          | 41° 05′ 42″ N, 0° 41′ 07″ E / 41.095131775578°N,0.68536626907741°E                        |                                            |                     | Modifica les dades a Wikidata |
|        | Mas de Coc                       | Móra la Nova | masia        |                                          | 41° 05′ 38″ N, 0° 39′ 29″ E / 41.0938637215447°N,0.658007705595196°E                      |                                            |                     | Modifica les dades a Wikidata |
|        | Mas de Colomo                    | Móra la Nova | masia        |                                          | 41° 06′ 24″ N, 0° 38′ 31″ E / 41.106586368669°N,0.641908068686509°E                       |                                            |                     | Modifica les dades a Wikidata |
|        | Mas de Feliu                     | Móra la Nova | masia        |                                          | 41° 06′ 35″ N, 0° 38′ 36″ E / 41.1097163779422°N,0.643451341850637°E                      |                                            |                     | Modifica les dades a Wikidata |
|        | Mas de Galardo                   | Móra la Nova | masia        |                                          | 41° 05′ 35″ N, 0° 39′ 35″ E / 41.092919423159°N,0.659850935014927°E                       |                                            |                     | Modifica les dades a Wikidata |
|        | Mas de Girald                    | Móra la Nova | masia        |                                          | 41° 05′ 31″ N, 0° 39′ 21″ E / 41.091829956773°N,0.65571857610278°E                        |                                            |                     | Modifica les dades a Wikidata |
|        | Mas de Josep de Racó             | Móra la Nova | masia        |                                          | 41° 06′ 24″ N, 0° 39′ 42″ E / 41.1067378940679°N,0.661706065672547°E                      |                                            |                     | Modifica les dades a Wikidata |
|        | Mas de Llapis                    | Móra la Nova | masia        |                                          | 41° 05′ 37″ N, 0° 40′ 21″ E / 41.0936106377318°N,0.672625227021614°E                      |                                            |                     | Modifica les dades a Wikidata |
|        | Mas de Llops                     | Móra la Nova | masia        |                                          | 41° 05′ 14″ N, 0° 41′ 26″ E / 41.0872778236515°N,0.690479771323184°E                      |                                            |                     | Modifica les dades a Wikidata |
|        | Mas de Llorencet                 | Móra la Nova | masia        |                                          | 41° 05′ 43″ N, 0° 39′ 47″ E / 41.0951730027398°N,0.663045113539789°E                      |                                            |                     | Modifica les dades a Wikidata |
|        | Mas de Manou                     | Móra la Nova | masia        |                                          | 41° 05′ 33″ N, 0° 39′ 14″ E / 41.0924264592837°N,0.653772736006542°E                      |                                            |                     | Modifica les dades a Wikidata |
|        | Mas de Marc                      | Móra la Nova | masia        |                                          | 41° 06′ 54″ N, 0° 38′ 10″ E / 41.115106491976°N,0.636172180000438°E                       |                                            |                     | Modifica les dades a Wikidata |
|        | Mas de Marcel·lino               | Móra la Nova | masia        |                                          | 41° 04′ 42″ N, 0° 39′ 41″ E / 41.0781974943644°N,0.661409012898007°E                      |                                            |                     | Modifica les dades a Wikidata |
|        | Mas de Marco                     | Móra la Nova | masia        |                                          | 41° 06′ 04″ N, 0° 41′ 16″ E / 41.1011942968487°N,0.687813032162976°E                      |                                            |                     | Modifica les dades a Wikidata |
|        | Mas de Marimon                   | Móra la Nova | masia        |                                          | 41° 05′ 12″ N, 0° 40′ 15″ E / 41.0867655020989°N,0.670855012122805°E                      |                                            |                     | Modifica les dades a Wikidata |
|        | Mas de Panxeta                   | Móra la Nova | masia        |                                          | 41° 04′ 46″ N, 0° 39′ 47″ E / 41.07936°N,0.663121°E                                       |                                            |                     | Modifica les dades a Wikidata |
|        | Mas de Pedret                    | Móra la Nova | masia        |                                          | 41° 05′ 20″ N, 0° 39′ 21″ E / 41.0888280378279°N,0.655757998601064°E                      |                                            |                     | Modifica les dades a Wikidata |
|        | Mas de Pere Rovira               | Móra la Nova | masia        |                                          | 41° 06′ 17″ N, 0° 41′ 19″ E / 41.1047762632282°N,0.688568514853121°E                      |                                            |                     | Modifica les dades a Wikidata |
|        | Mas de Pino                      | Móra la Nova | masia        |                                          | 41° 05′ 09″ N, 0° 39′ 41″ E / 41.0858258264308°N,0.661376527440865°E                      |                                            |                     | Modifica les dades a Wikidata |
|        | Mas de Piquer                    | Móra la Nova | masia        |                                          | 41° 05′ 51″ N, 0° 40′ 03″ E / 41.0975958195198°N,0.66748370929533°E                       |                                            |                     | Modifica les dades a Wikidata |
|        | Mas de Ramon Barceló             | Móra la Nova | masia        |                                          | 41° 05′ 43″ N, 0° 40′ 16″ E / 41.09515833023°N,0.671213268593005°E                        |                                            |                     | Modifica les dades a Wikidata |
|        | Mas de Rejano                    | Móra la Nova | masia        |                                          | 41° 06′ 30″ N, 0° 39′ 01″ E / 41.1082006052948°N,0.650376777236643°E                      |                                            |                     | Modifica les dades a Wikidata |
|        | Mas de Ribes                     | Móra la Nova | masia        |                                          | 41° 05′ 44″ N, 0° 39′ 27″ E / 41.0956821213657°N,0.657514461950751°E                      |                                            |                     | Modifica les dades a Wikidata |
|        | Mas de Ruano                     | Móra la Nova | masia        |                                          | 41° 05′ 34″ N, 0° 41′ 19″ E / 41.0927966827011°N,0.688560066163693°E                      |                                            |                     | Modifica les dades a Wikidata |
|        | Mas de Saladia                   | Móra la Nova | masia        |                                          | 41° 05′ 24″ N, 0° 39′ 46″ E / 41.0900057684786°N,0.662740201684048°E                      |                                            |                     | Modifica les dades a Wikidata |
|        | Mas de Salado                    | Móra la Nova | masia        |                                          | 41° 05′ 46″ N, 0° 39′ 53″ E / 41.0960973685376°N,0.664655410173654°E                      |                                            |                     | Modifica les dades a Wikidata |
|        | Mas de Santiago                  | Móra la Nova | masia        |                                          | 41° 05′ 41″ N, 0° 40′ 58″ E / 41.0946431166184°N,0.682732757818404°E                      |                                            |                     | Modifica les dades a Wikidata |
|        | Mas de Sanxo                     | Móra la Nova | masia        |                                          | 41° 06′ 05″ N, 0° 41′ 00″ E / 41.1012834354282°N,0.683285129236432°E                      |                                            |                     | Modifica les dades a Wikidata |
|        | Mas de Secundino                 | Móra la Nova | masia        |                                          | 41° 05′ 30″ N, 0° 39′ 30″ E / 41.0917347032029°N,0.658285748776562°E                      |                                            |                     | Modifica les dades a Wikidata |
|        | Mas de Segura                    | Móra la Nova | masia        |                                          | 41° 05′ 02″ N, 0° 39′ 54″ E / 41.0838023056791°N,0.665079059122156°E                      |                                            |                     | Modifica les dades a Wikidata |
|        | Mas de Serrano                   | Móra la Nova | masia        |                                          | 41° 04′ 28″ N, 0° 39′ 43″ E / 41.0745263904024°N,0.662039091200033°E                      |                                            |                     | Modifica les dades a Wikidata |
|        | Mas de Soler                     | Móra la Nova | masia        |                                          | 41° 05′ 38″ N, 0° 39′ 35″ E / 41.0938713069472°N,0.65970998414434°E                       |                                            |                     | Modifica les dades a Wikidata |
|        | Mas de Subirats                  | Móra la Nova | masia        |                                          | 41° 06′ 12″ N, 0° 38′ 36″ E / 41.103254°N,0.643254°E 32 msnm                              |                                            | Mas de Subirats     | Modifica les dades a Wikidata |
|        | Mas de Tarumba                   | Móra la Nova | masia        |                                          | 41° 05′ 50″ N, 0° 41′ 17″ E / 41.0972913225133°N,0.688116668497761°E                      |                                            |                     | Modifica les dades a Wikidata |
|        | Mas de Txevarria                 | Móra la Nova | masia        |                                          | 41° 05′ 10″ N, 0° 39′ 28″ E / 41.0861826660435°N,0.657661556929747°E                      |                                            |                     | Modifica les dades a Wikidata |
|        | Mas de Vallobà                   | Móra la Nova | masia        |                                          | 41° 06′ 04″ N, 0° 40′ 02″ E / 41.1009771539769°N,0.667221130171116°E                      |                                            |                     | Modifica les dades a Wikidata |
|        | Mas de Vinyes                    | Móra la Nova | masia        |                                          | 41° 05′ 59″ N, 0° 41′ 22″ E / 41.0996883669179°N,0.689520949573263°E                      |                                            |                     | Modifica les dades a Wikidata |
|        | Mas de Xevarria                  | Móra la Nova | masia        |                                          | 41° 04′ 35″ N, 0° 39′ 35″ E / 41.0764521062877°N,0.659733100367445°E                      |                                            |                     | Modifica les dades a Wikidata |
|        | Mas de l'Abella                  | Móra la Nova | masia        |                                          | 41° 05′ 37″ N, 0° 39′ 27″ E / 41.0935626366412°N,0.657375487162172°E                      |                                            |                     | Modifica les dades a Wikidata |
|        | Mas de l'Aranda                  | Móra la Nova | masia        |                                          | 41° 06′ 03″ N, 0° 40′ 52″ E / 41.1007246521308°N,0.681030500753258°E                      |                                            |                     | Modifica les dades a Wikidata |
|        | Mas de l'Arriscat                | Móra la Nova | masia        |                                          | 41° 05′ 00″ N, 0° 39′ 33″ E / 41.0832653611424°N,0.659038929947891°E                      |                                            |                     | Modifica les dades a Wikidata |
|        | Mas de l'Hilari                  | Móra la Nova | masia        |                                          | 41° 05′ 45″ N, 0° 39′ 31″ E / 41.095918459544°N,0.658506190699312°E                       |                                            |                     | Modifica les dades a Wikidata |
|        | Mas de la Coixa                  | Móra la Nova | masia        | Estil: arquitectura popular 12nd century | 41° 05′ 42″ N, 0° 39′ 02″ E / 41.095115°N,0.65052°E ca:Rotonda de l'Eix de l'Ebre 32 msnm | bé cultural d'interès local                | Mas de la Coixa     | Modifica les dades a Wikidata |
|        | Mas de la Mollona                | Móra la Nova | masia        |                                          | 41° 05′ 24″ N, 0° 40′ 39″ E / 41.089959555868°N,0.677373375579576°E                       |                                            |                     | Modifica les dades a Wikidata |
|        | Mas de la Quera                  | Móra la Nova | masia        |                                          | 41° 05′ 51″ N, 0° 39′ 49″ E / 41.0973833881856°N,0.663669218038771°E                      |                                            |                     | Modifica les dades a Wikidata |
|        | Mas de la Viuda Sanxo            | Móra la Nova | masia        |                                          | 41° 04′ 35″ N, 0° 39′ 52″ E / 41.0764832692669°N,0.664374082817161°E                      |                                            |                     | Modifica les dades a Wikidata |
|        | Mas del Bassurer                 | Móra la Nova | masia        |                                          | 41° 05′ 34″ N, 0° 39′ 40″ E / 41.0927098198407°N,0.661060854919831°E                      |                                            |                     | Modifica les dades a Wikidata |
|        | Mas del Blai                     | Móra la Nova | masia        |                                          | 41° 05′ 02″ N, 0° 41′ 06″ E / 41.0838916825247°N,0.685122473865746°E                      |                                            |                     | Modifica les dades a Wikidata |
|        | Mas del Corretger                | Móra la Nova | masia        |                                          | 41° 05′ 05″ N, 0° 39′ 32″ E / 41.0847217612945°N,0.658903888254106°E                      |                                            |                     | Modifica les dades a Wikidata |
|        | Mas del Fatarellut               | Móra la Nova | masia        |                                          | 41° 04′ 45″ N, 0° 39′ 56″ E / 41.0791824990177°N,0.665564035469138°E                      |                                            |                     | Modifica les dades a Wikidata |
|        | Mas del Ferroviari               | Móra la Nova | masia        |                                          | 41° 06′ 29″ N, 0° 39′ 19″ E / 41.1080385557607°N,0.655241220037055°E                      |                                            |                     | Modifica les dades a Wikidata |
|        | Mas del Llorencet                | Móra la Nova | masia        |                                          | 41° 06′ 08″ N, 0° 40′ 19″ E / 41.1021095055567°N,0.671991643382201°E                      |                                            |                     | Modifica les dades a Wikidata |
|        | Mas del Mariscal                 | Móra la Nova | masia        |                                          | 41° 05′ 04″ N, 0° 39′ 41″ E / 41.0844468041582°N,0.66133020991946°E                       |                                            |                     | Modifica les dades a Wikidata |
|        | Mas del Milionari                | Móra la Nova | masia        | Estil: arquitectura popular              | 41° 06′ 13″ N, 0° 41′ 08″ E / 41.103629°N,0.685558°E                                      | bé integrant del patrimoni cultural català |                     | Modifica les dades a Wikidata |
|        | Mas del Panxot de Tivissa        | Móra la Nova | masia        |                                          | 41° 05′ 28″ N, 0° 39′ 40″ E / 41.0909985026182°N,0.661062053711617°E                      |                                            |                     | Modifica les dades a Wikidata |
|        | Mas del Tivissà                  | Móra la Nova | masia        |                                          | 41° 05′ 07″ N, 0° 40′ 57″ E / 41.0853502127835°N,0.68240467323563°E                       |                                            |                     | Modifica les dades a Wikidata |
|        | Mas dels Casats                  | Móra la Nova | masia        |                                          | 41° 05′ 40″ N, 0° 41′ 19″ E / 41.0945021222338°N,0.688714565244101°E                      |                                            |                     | Modifica les dades a Wikidata |
|        | Sénia d'Abirato                  | Móra la Nova | masia        |                                          | 41° 05′ 31″ N, 0° 39′ 01″ E / 41.0919472091062°N,0.650146689710691°E                      |                                            |                     | Modifica les dades a Wikidata |
|        | Sénia d'Algueró                  | Móra la Nova | masia        |                                          | 41° 06′ 04″ N, 0° 38′ 42″ E / 41.1011995437265°N,0.644958600402072°E                      |                                            |                     | Modifica les dades a Wikidata |
|        | Sénia de Besca                   | Móra la Nova | masia        |                                          | 41° 06′ 09″ N, 0° 38′ 37″ E / 41.1026308413024°N,0.643597616702709°E                      |                                            |                     | Modifica les dades a Wikidata |
|        | Sénia de Calderer                | Móra la Nova | masia        |                                          | 41° 06′ 27″ N, 0° 38′ 27″ E / 41.1074761566331°N,0.640935456727715°E                      |                                            |                     | Modifica les dades a Wikidata |
|        | Sénia de Caridad Manyer          | Móra la Nova | masia        |                                          | 41° 05′ 33″ N, 0° 38′ 55″ E / 41.0923999663514°N,0.648499473663302°E                      |                                            |                     | Modifica les dades a Wikidata |
|        | Sénia de Corample                | Móra la Nova | masia        |                                          | 41° 05′ 50″ N, 0° 38′ 43″ E / 41.0972536946028°N,0.64536156129657°E                       |                                            |                     | Modifica les dades a Wikidata |
|        | Sénia de Costa                   | Móra la Nova | masia        |                                          | 41° 05′ 40″ N, 0° 38′ 41″ E / 41.0943847325469°N,0.644690173107162°E                      |                                            |                     | Modifica les dades a Wikidata |
|        | Sénia de Cotó                    | Móra la Nova | masia        |                                          | 41° 05′ 32″ N, 0° 38′ 58″ E / 41.092195598514°N,0.649518742184707°E                       |                                            |                     | Modifica les dades a Wikidata |
|        | Sénia de Francisco de Benissanet | Móra la Nova | masia        |                                          | 41° 05′ 33″ N, 0° 39′ 01″ E / 41.0923831172873°N,0.650321639306258°E                      |                                            |                     | Modifica les dades a Wikidata |
|        | Sénia de Jordà                   | Móra la Nova | masia        |                                          | 41° 05′ 31″ N, 0° 39′ 13″ E / 41.0918446080757°N,0.653507714316821°E                      |                                            |                     | Modifica les dades a Wikidata |
|        | Sénia de Lagunes                 | Móra la Nova | masia        |                                          | 41° 05′ 42″ N, 0° 38′ 48″ E / 41.0950636565001°N,0.646618515343012°E                      |                                            |                     | Modifica les dades a Wikidata |
|        | Sénia de Magrell                 | Móra la Nova | masia        |                                          | 41° 05′ 34″ N, 0° 39′ 10″ E / 41.0927466593078°N,0.652689822974009°E                      |                                            |                     | Modifica les dades a Wikidata |
|        | Sénia de Maneco                  | Móra la Nova | masia        |                                          | 41° 05′ 33″ N, 0° 38′ 48″ E / 41.092572468954°N,0.646802712357387°E                       |                                            |                     | Modifica les dades a Wikidata |
|        | Sénia de Pasqual                 | Móra la Nova | masia        |                                          | 41° 05′ 44″ N, 0° 38′ 40″ E / 41.0955431154787°N,0.644517806184353°E                      |                                            |                     | Modifica les dades a Wikidata |
|        | Sénia de Reies                   | Móra la Nova | masia        |                                          | 41° 06′ 04″ N, 0° 38′ 45″ E / 41.1009755079124°N,0.64589536940373°E                       |                                            |                     | Modifica les dades a Wikidata |
|        | Sénia de Rodrigo                 | Móra la Nova | masia        |                                          | 41° 05′ 30″ N, 0° 39′ 07″ E / 41.0916406191182°N,0.651895825569253°E                      |                                            |                     | Modifica les dades a Wikidata |
|        | Sénia de Sebastià                | Móra la Nova | masia        |                                          | 41° 05′ 37″ N, 0° 38′ 47″ E / 41.0935019543553°N,0.646448068412947°E                      |                                            |                     | Modifica les dades a Wikidata |
|        | Sénia de Vetera                  | Móra la Nova | masia        |                                          | 41° 06′ 16″ N, 0° 38′ 31″ E / 41.1044428045222°N,0.641913346184043°E                      |                                            |                     | Modifica les dades a Wikidata |
|        | Sénia de l'Aureli                | Móra la Nova | masia        |                                          | 41° 05′ 38″ N, 0° 38′ 42″ E / 41.0940213097556°N,0.644976997343878°E                      |                                            |                     | Modifica les dades a Wikidata |
|        | Sénia de l'Ernesto               | Móra la Nova | masia        |                                          | 41° 06′ 07″ N, 0° 38′ 41″ E / 41.1019061992644°N,0.644719010253595°E                      |                                            |                     | Modifica les dades a Wikidata |
|        | Sénia de l'Hedreuet              | Móra la Nova | masia        |                                          | 41° 05′ 35″ N, 0° 39′ 08″ E / 41.0930592790229°N,0.652119117889546°E                      |                                            |                     | Modifica les dades a Wikidata |
|        | Sénia del Boter                  | Móra la Nova | masia        |                                          | 41° 06′ 13″ N, 0° 38′ 35″ E / 41.1034848996463°N,0.643078857606044°E                      |                                            |                     | Modifica les dades a Wikidata |
|        | Sénia del Corretger              | Móra la Nova | masia        |                                          | 41° 06′ 20″ N, 0° 38′ 25″ E / 41.1054879976332°N,0.640173089873432°E                      |                                            |                     | Modifica les dades a Wikidata |
|        | Sénia del Llop                   | Móra la Nova | masia        |                                          | 41° 06′ 27″ N, 0° 38′ 23″ E / 41.1073783053293°N,0.63967667541643°E                       |                                            |                     | Modifica les dades a Wikidata |
|        | Sénia del Teixidor               | Móra la Nova | masia        |                                          | 41° 05′ 53″ N, 0° 38′ 39″ E / 41.0981413275491°N,0.644282056494814°E                      |                                            |                     | Modifica les dades a Wikidata |
|        | Sénia del Valiente               | Móra la Nova | masia        |                                          | 41° 05′ 31″ N, 0° 39′ 07″ E / 41.0919361806228°N,0.651813862895432°E                      |                                            |                     | Modifica les dades a Wikidata |
|        | Vil·la Sandra                    | Móra la Nova | masia        |                                          | 41° 06′ 28″ N, 0° 38′ 19″ E / 41.1078941760736°N,0.638479255576632°E                      |                                            |                     | Modifica les dades a Wikidata |
|        | Vil·la Teresa                    | Móra la Nova | masia        |                                          | 41° 05′ 51″ N, 0° 38′ 53″ E / 41.0974886536313°N,0.648044051042457°E                      |                                            |                     | Modifica les dades a Wikidata |
|        | Xalet de Martí                   | Móra la Nova | masia        |                                          | 41° 06′ 27″ N, 0° 38′ 41″ E / 41.1076358388437°N,0.644776152447746°E                      |                                            |                     | Modifica les dades a Wikidata |
|        | Xalet del Músic                  | Móra la Nova | masia        |                                          | 41° 05′ 29″ N, 0° 39′ 13″ E / 41.09150719362°N,0.653745930623735°E                        |                                            |                     | Modifica les dades a Wikidata |

## polígon industrial
| imatge | Nom                         | Ubicat a     | instància de       | Detalls | coordenades                                                          | Protecció | Commons (més fotos) | Dades a WD                    |
| ------ | --------------------------- | ------------ | ------------------ | ------- | -------------------------------------------------------------------- | --------- | ------------------- | ----------------------------- |
|        | Polígon industrial Aubals   | Móra la Nova | polígon industrial |         | 41° 06′ 22″ N, 0° 38′ 52″ E / 41.1061923540419°N,0.647745254509294°E |           |                     | Modifica les dades a Wikidata |
|        | Polígon industrial El Molló | Móra la Nova | polígon industrial |         | 41° 04′ 23″ N, 0° 39′ 58″ E / 41.0729272202326°N,0.666237725775805°E |           |                     | Modifica les dades a Wikidata |

## Misc
| imatge | Nom                                    | Ubicat a                                    | instància de                                   | Detalls                                                  | coordenades                                                                                         | Protecció                                  | Commons (més fotos)                            | Dades a WD                    |
| ------ | -------------------------------------- | ------------------------------------------- | ---------------------------------------------- | -------------------------------------------------------- | --------------------------------------------------------------------------------------------------- | ------------------------------------------ | ---------------------------------------------- | ----------------------------- |
|        | Ajuntament de Móra la Nova             | Móra la Nova                                | casa consistorial                              | Estil: arquitectura popular noucentisme                  | 41° 06′ 01″ N, 0° 39′ 03″ E / 41.100295°N,0.650818°E                                                | bé integrant del patrimoni cultural català | Ajuntament de Móra la Nova                     | Modifica les dades a Wikidata |
|        | Centre d'Interpretació del Ferrocarril | Móra la Nova                                | centre d'interpretació                         | 2001                                                     | 41° 06′ 26″ N, 0° 39′ 00″ E / 41.107177°N,0.6500493055555555°E Móra la Nova                         |                                            | Railway Interpretation Center of Mora la Nueva | Modifica les dades a Wikidata |
|        | Ebre                                   | Cantàbria País Basc Navarra Aragó Catalunya | riu                                            | Desemboca: mar Mediterrània Llarg: 910km Conca: 86800km² | 43° 02′ 15″ N, 4° 22′ 12″ O / 43.0375°N,4.37°O 40° 43′ 43″ N, 0° 52′ 09″ E / 40.728527°N,0.869293°E |                                            | Ebro River                                     | Modifica les dades a Wikidata |
|        | Estació de Móra la Nova                | Móra la Nova                                | estació de ferrocarril                         | Estil: arquitectura eclèctica                            | 41° 06′ 23″ N, 0° 39′ 11″ E / 41.106502777778°N,0.65310555555556°E                                  | bé cultural d'interès local                | Móra la Nova train station                     | Modifica les dades a Wikidata |
|        | Granja de Martí                        | Móra la Nova                                | granja                                         |                                                          | 41° 06′ 27″ N, 0° 38′ 35″ E / 41.1075735333492°N,0.643051663085245°E                                |                                            |                                                | Modifica les dades a Wikidata |
|        | Mas de Pedret                          | Móra la Nova                                | muntanya                                       |                                                          | 41° 06′ 13″ N, 0° 41′ 08″ E / 41.103663°N,0.685586°E 159 msnm                                       |                                            |                                                | Modifica les dades a Wikidata |
|        | Masia Pedret                           | Móra la Nova                                | vèrtex geodèsic                                |                                                          | 41° 06′ 13″ N, 0° 41′ 08″ E / 41.103665°N,0.685572°E 158.757 msnm                                   |                                            |                                                | Modifica les dades a Wikidata |
|        | Móra la Nova                           | Móra la Nova                                | entitat singular de població capital municipal | 3309 hab                                                 | 41° 06′ 01″ N, 0° 39′ 03″ E / 41.10027777777778°N,0.6508333333333333°E 35 msnm                      |                                            |                                                | Modifica les dades a Wikidata |
|        | Pedrera dels Plans de Móra             | Móra la Nova                                | pedrera                                        |                                                          | 41° 06′ 20″ N, 0° 40′ 01″ E / 41.1056093258695°N,0.666902312498613°E                                |                                            |                                                | Modifica les dades a Wikidata |
|        | T-720                                  | Móra la Nova                                | carretera                                      |                                                          | 41° 06′ 10″ N, 0° 39′ 09″ E / 41.1028°N,0.652586°E                                                  |                                            |                                                | Modifica les dades a Wikidata |
|        | Túnel del Molí                         | Móra la Nova                                | molí d'aigua                                   | Estil: arquitectura popular                              | | bé integrant del patrimoni cultural català |                                                | Modifica les dades a Wikidata |
|        | coll de Santpau                        | Móra la Nova                                | serra                                          |                                                          | 41° 05′ 13″ N, 0° 40′ 59″ E / 41.0869°N,0.682961°E 155.5 msnm                                       |                                            |                                                | Modifica les dades a Wikidata |
|        | conjunt històric de Móra la Nova       | Móra la Nova                                | centre històric                                | Estil: arquitectura popular 18th century                 | 41° 05′ 59″ N, 0° 38′ 53″ E / 41.099779°N,0.647956°E ca:Pl. de la Verdura i voltants                | bé integrant del patrimoni cultural català | Conjunt històric de Móra la Nova               | Modifica les dades a Wikidata |
|        | creu de Móra la Nova                   | Móra la Nova                                | creu de terme                                  | Estil: arquitectura popular                              | 41° 06′ 19″ N, 0° 39′ 43″ E / 41.105173°N,0.661909°E                                                | bé integrant del patrimoni cultural català |                                                | Modifica les dades a Wikidata |